# Csatlakozó

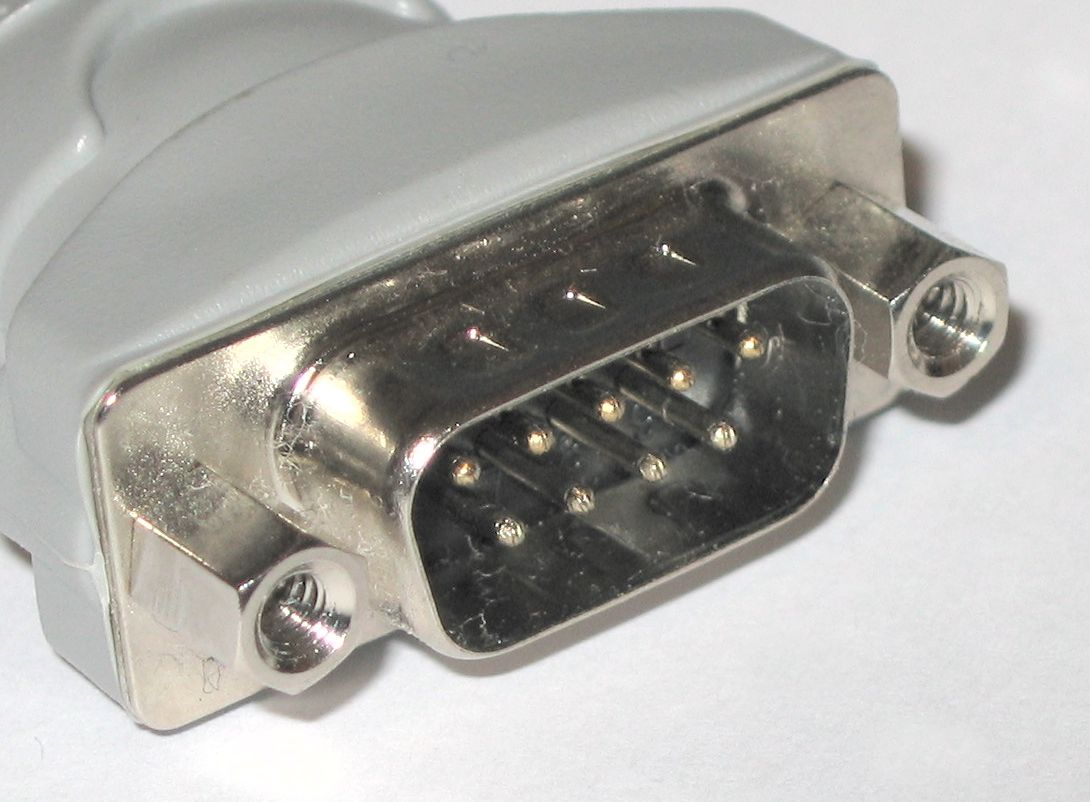
egy 9 tűs PC csatlakozó

Mechanikai kontaktus útján galvanikusan elektromos kapcsolatot biztosító alkatrész; amely a rajta átfolyó áram, illetve a kapcsain eső feszültség, továbbá az üzemi frekvencia függvényében különböző kialakítású (kapcsos, sarus, tűs…) lehet. Kialakítása még függ különböző ipari szabványoktól, illetve biztonsági előírásoktól.

## Lásd még
- Elektromos hálózatok és csatlakozók listája